# Victoria boliviana
Victoria boliviana es una especie de nenúfar perteneciente al género Victoria de la familia Nymphaeaceae. Es la especie descrita más nueva del género y su miembro más grande en tamaño.

## Etimología
El epíteto específico boliviana hace referencia a su origen en Bolivia.

## Historia
Los especímenes de esta especie no han sido reconocidos como entidades distintas durante mucho tiempo, aunque estaban presentes en las colecciones. Desde 1845, la Victoria boliviana se encontraba en el Real jardín botánico de Kew en el Reino Unido, aunque era considerada como Victoria amazonica.
En 2016, las instituciones bolivianas del Jardín botánico de Santa Cruz de la Sierra y los jardines de La Rinconada donaron semillas al Real jardín botánico de Kew. En base a este material, se realizaron estudios genéticos, que dieron como resultado el reconocimiento de esta tercera especie de Victoria como una entidad separada y distinta.

## Descripción

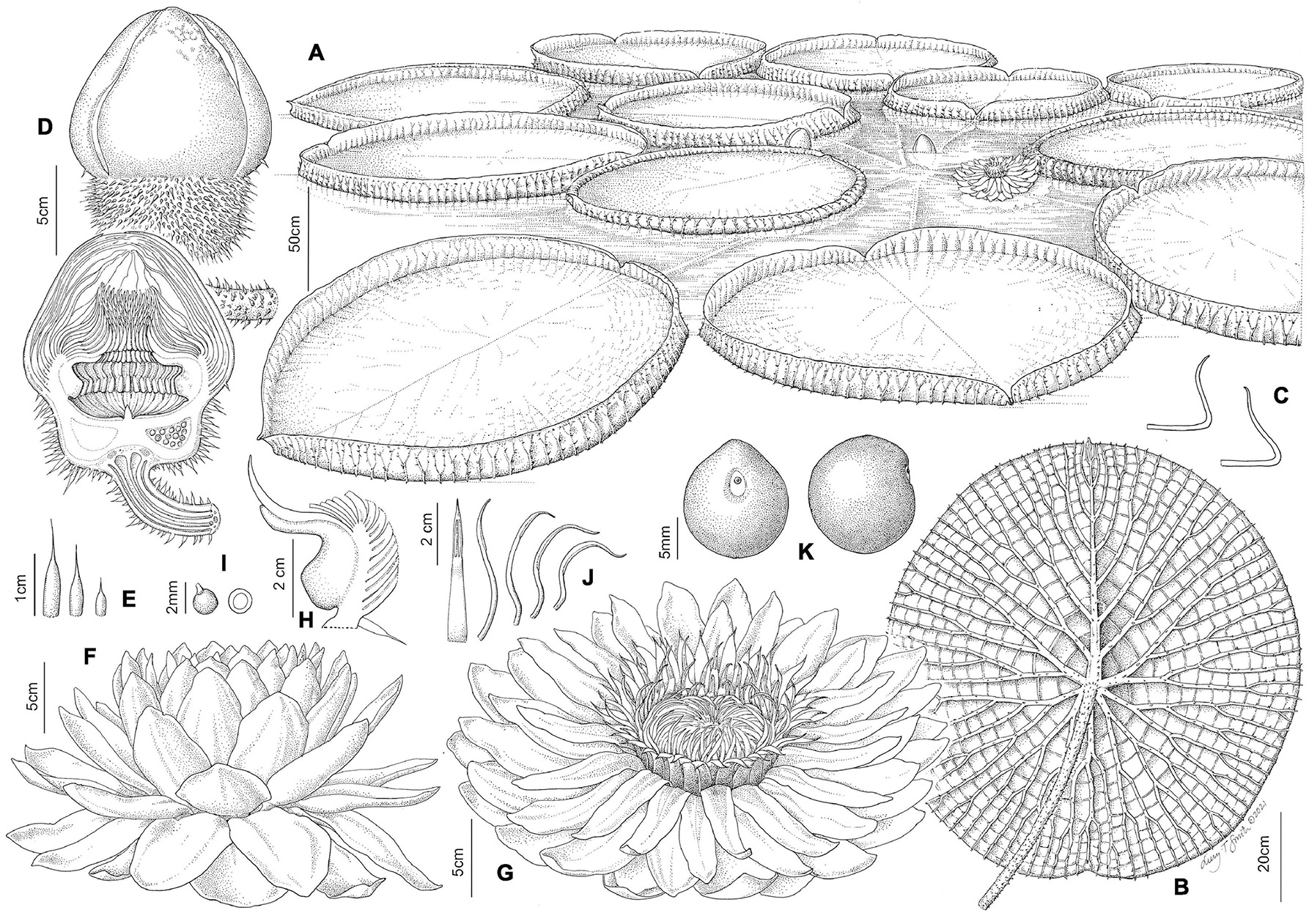
Ilustración botánica de la Victoria boliviana (2022).

Las flores, que están cubiertas de espinas, son blancas y luego se vuelven rosadas. El recuento de cromosomas es 2n = 2x = 24.

## Taxonomía
La cuestión de la taxonomía de Victoria se complica por la pérdida de las colecciones tipo de otras especies. Además, las plantas son difíciles de recolectar, debido a su enorme tamaño, espinas y su susceptibilidad a desintegrarse, antes de que el material pueda conservarse adecuadamente.

### Delimitación de Victoria cruziana y Victoria amazonica
La Victoria boliviana difiere en muchas características diferentes de las dos especies restantes del género. Esto incluye el tamaño más grande de la semilla y el óvulo, así como la altura moderada o intermedia del borde de la lámina de la hoja. El conteo de cromosomas es compartido con Victoria cruziana, pero difiere de Victoria amazonica. También es más similar a Victoria cruziana. Algunas características tienen un rango superpuesto, sin embargo, en combinación se pueden observar muchas diferencias.

### Posición dentro del género Victoria
Esta especie es una "hermana" de Victoria cruziana. Las siguientes son las relaciones entre especies:

|  | \| \| Victoria cruziana \| \| \| \| \| \| Victoria boliviana \| \| \| \| |
|  |                                                                          |
|  | Victoria amazonica                                                       |
|  |                                                                          |
|  | Victoria cruziana                                                        |
|  |                                                                          |
|  | Victoria boliviana                                                       |
|  |                                                                          |

|  | Victoria cruziana  |
|  |                    |
|  | Victoria boliviana |
|  |                    |

## Ecología
Esta especie es originaria de los humedales bolivianos. Se ha observado que esta especie es polinizada por escarabajos.

## Conservación

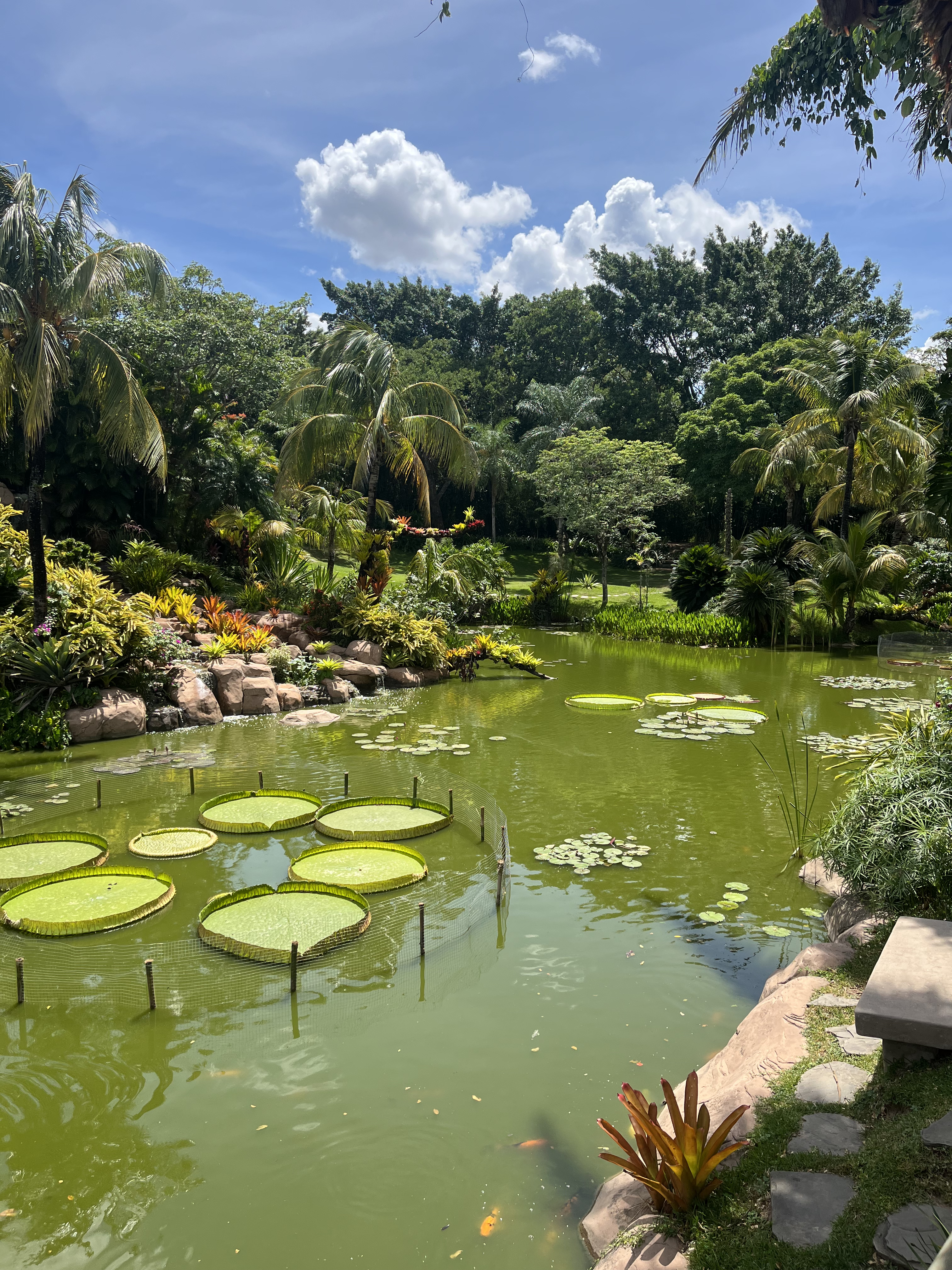
Especímenes de Victoria boliviana en un ecoparque en el municipio de Porongo, Bolivia.

Se estima que esta especie se encuentra entre las categorías Vulnerable (VU) y En peligro (EN) de la Lista Roja de la UICN. Hay cinco poblaciones conocidas presentes en Bolivia.
En un ecoparque del municipio boliviano de Porongo, en las últimas estribaciones orientales de la cordillera de los Andes, se encuentran varios ejemplares de la Victoria boliviana. En 2023 se midió la hoja nenúfar más grande del mundo, correspondiente a esta especie que se encuentra en el ecoparque, consiguiendo un record Guinness.

## Galería

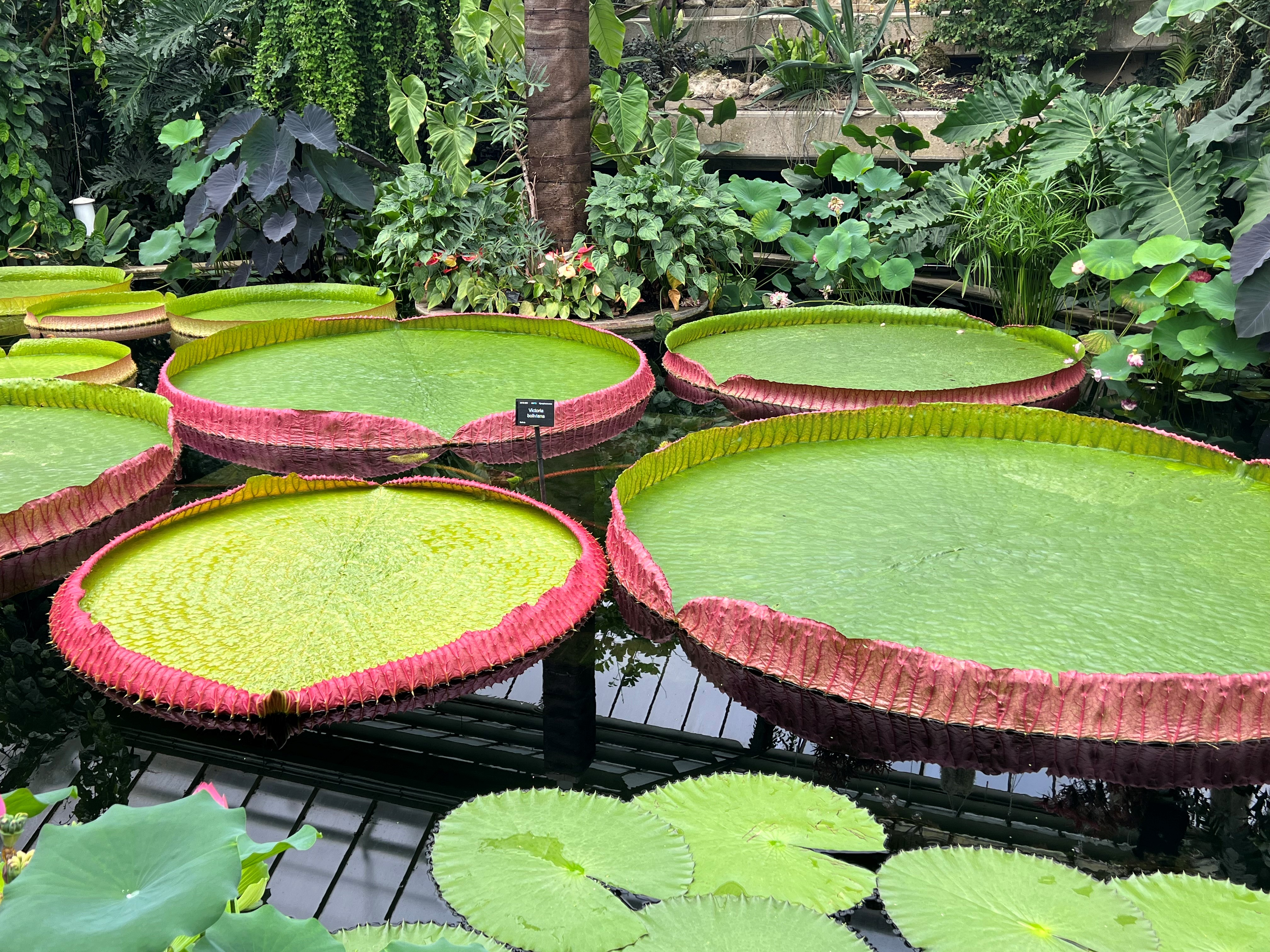
Plantas que crecen en Kew Gardens
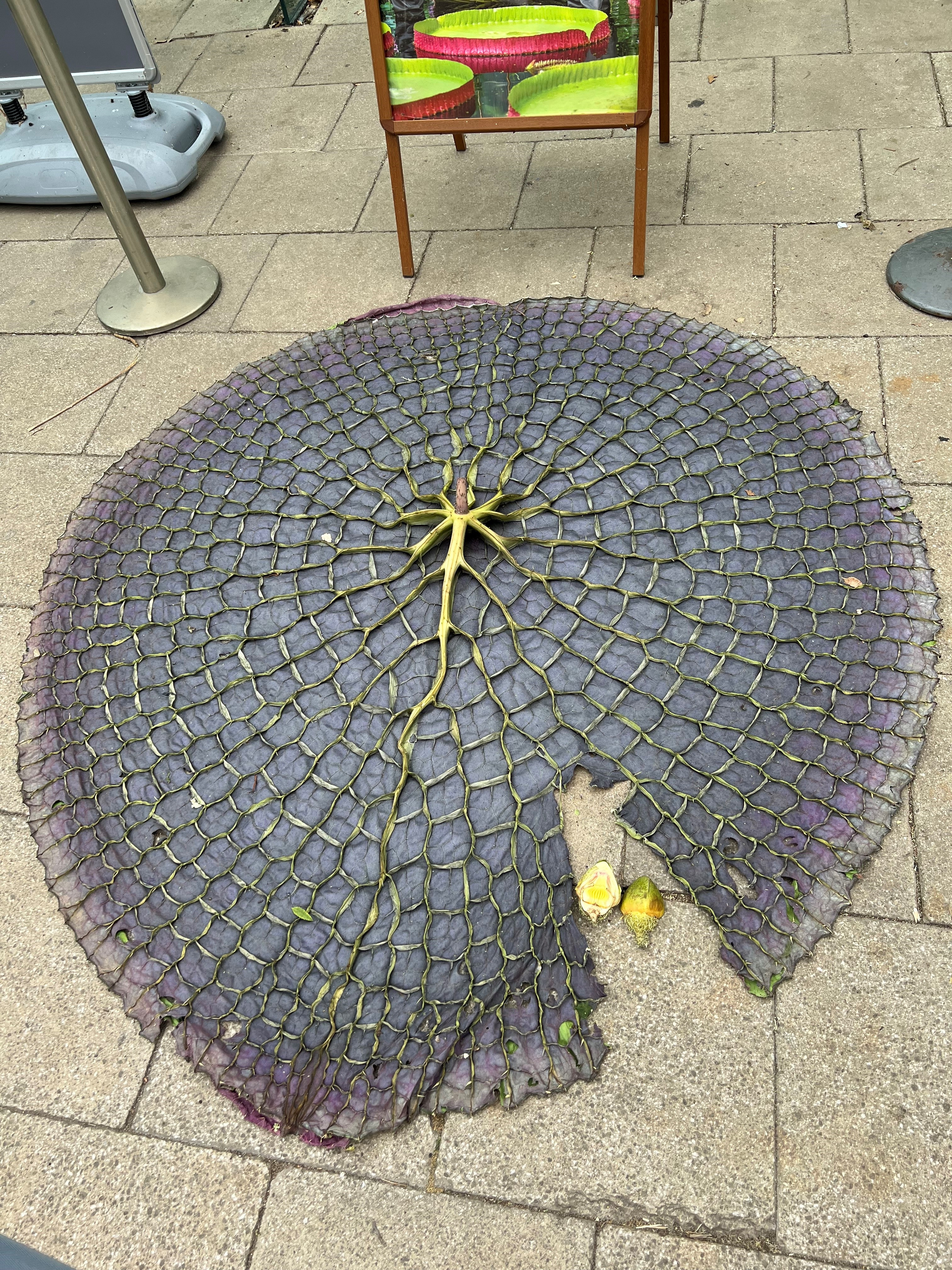
Envés de la hoja junto con flores inmaduras
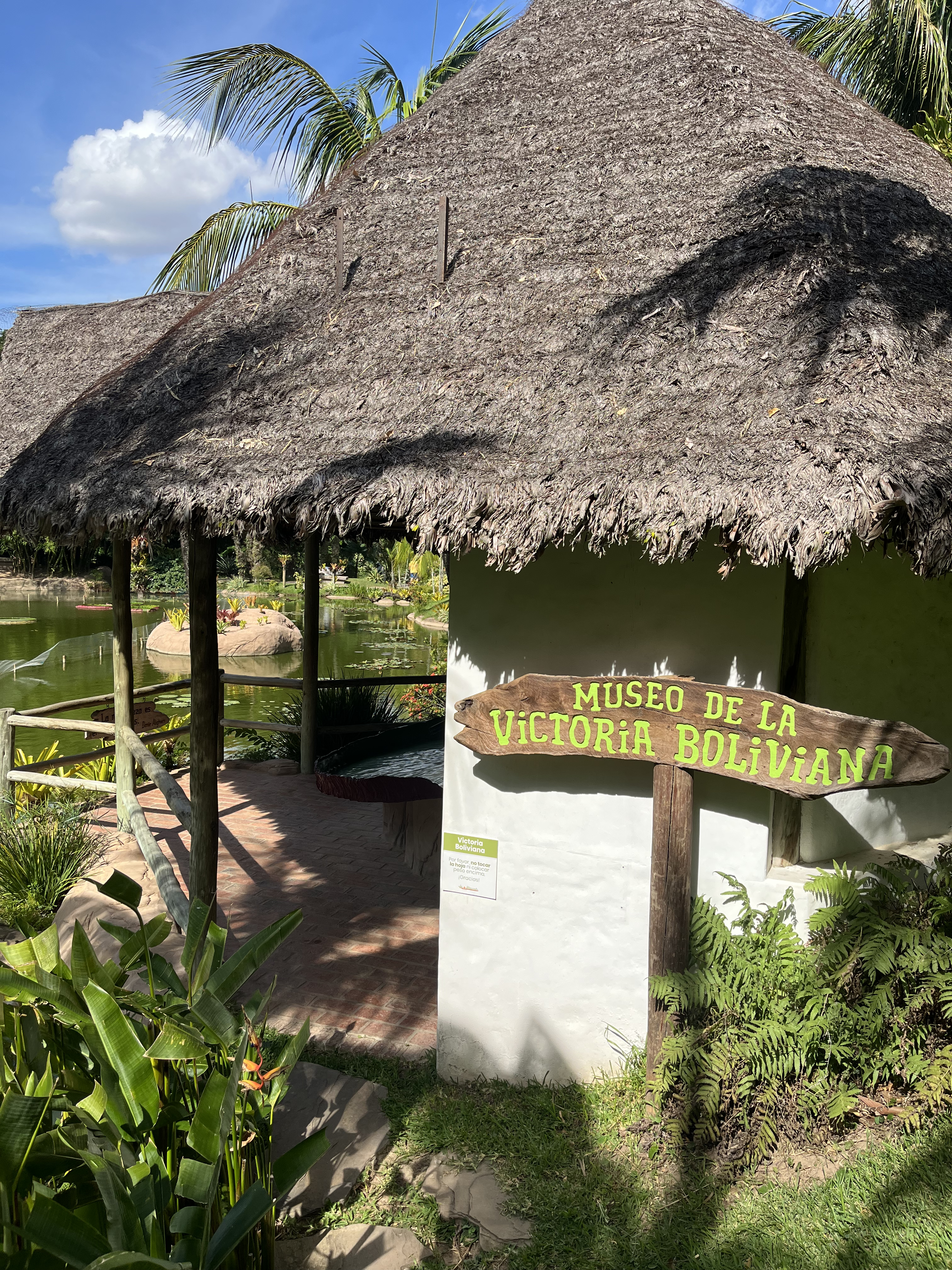
El Museo de la Victoria boliviana en el municipio de Porongo